# Jeglin
Jeglin (niem. Jeglinnen, 1938–1945 Wagenau) – wieś w Polsce położona w województwie warmińsko-mazurskim, w powiecie piskim, w gminie Pisz.
Miejscowość jest siedzibą sołectwa. Według podziału administracyjnego obowiązującego do 1998 roku należała do województwa suwalskiego.
Leży nad Kanałem Jeglińskim, który łączy jezioro Roś z Sekstami.